# Tshering Tobgay
Lyonpo Tshering Tobgay, né le 19 septembre 1965, est un homme d'État bhoutanais. Il dirige le Parti démocratique populaire dont il est l'un des membres fondateurs. Il est Premier ministre du Bhoutan de juillet 2013 à août 2018 et depuis le 28 janvier 2024.

## Biographie
Diplômé en génie mécanique de l'université de Pittsburgh, il obtient un MPA à Harvard en 2004.
Il devient fonctionnaire au sein du ministère de l'Éducation en 1991. De 2003 à 2007, il occupe des fonctions de direction au sein du ministère du Travail et des ressources humaines, et démissionne cette même année pour se lancer dans une carrière politique. 
En 2008, à l'occasion des premières élections législatives il se présente dans la circonscription de Sangbaykha, dans le district de Haa, et est l'un des deux seuls députés de son parti à être élus.
À la suite des secondes élections législatives du pays remportées par son parti le 13 juillet 2013, il est réélu dans sa circonscription et est nommé Premier ministre le 27 juillet. 
Il remet en cause les discours sur le bonheur national brut (BNB), expliquant que le gouvernement précédent a passé beaucoup plus de temps à en parler qu'à agir, et relève que le pays est confronté à quatre grands défis : l'endettement, la crise monétaire avec le manque de roupies indiennes, le chômage, dont celui des jeunes, et la perception d'une corruption croissante,. Toutefois, le ministre affirme à Marie-Monique Robin, qu'il se situe toujours dans la lignée du BNB. Après sa prise de fonction, Tshering Tobgay a protégé le BNB de son pays et a promu le concept à l'échelle internationale,.
Il quitte ses fonctions en août 2018 quand son gouvernement est remplacé par un cabinet de transition chargé de diriger les affaires courantes jusqu'aux élections législatives. Il n'est pas reconduit ensuite à la tête du gouvernement car son parti est éliminé dès le premier tour, le 15 septembre 2018.
À la suite des élections législatives de 2023-2024, le Parti démocratique populaire remporte le scrutin, permettant à Tobgay de retrouver la fonction de Premier ministre et son poste de député de sa circonscription, le 28 janvier 2024.